# TDRS-10
O TDRS-10, também conhecido por TDRS-J, é um satélite de comunicação geoestacionário estadunidense construído pela Boeing. Ele está localizado na posição orbital de 40.75 graus de longitude oeste e é operado pela NASA. O satélite foi baseado na plataforma BSS-601 e tinha uma expectativa de vida útil estimada de 11 anos.

## Lançamento
O satélite foi lançado com sucesso ao espaço no dia 5 de dezembro de 2002, às 02:42 UTC, por meio de veículo Atlas IIA a partir da Estação da Força Aérea de Cabo Canaveral, na Flórida, EUA. Ele tinha uma massa de lançamento de 3192 kg.